# Periodo ipotetico
Il periodo ipotetico è una struttura sintattica composta da una proposizione subordinata condizionale (detta protasi) e dalla sua reggente (detta apodosi).

## Protasi e apodosi
La protasi (dal tardo latino protăsis, dal greco πρότασις prótasis, da προτείνω protéino, "protendere", "mettere innanzi") esprime la premessa, cioè la condizione da cui dipende quanto predicato nella reggente; la apodosi indica la conseguenza che deriva o deriverebbe dal realizzarsi della condizione espressa dalla proposizione subordinata.
Tali proposizioni sono rispettivamente chiamate anche antecedente e conseguente.

## Congiunzioni subordinative
Le subordinate vengono introdotte da una congiunzione, che per il suo specifico ruolo è detta "congiunzione subordinativa". In italiano quella tipica della protasi è se (dal latino tardo sē(d), incrocio tra il classico sī, "se", che ha origine indoeuropea, e quĭd, "che cosa"). Tradizionalmente questi elementi vengono considerati congiunzioni, e così accade anche per il corrispettivo inglese di se, if, e per though, "nonostante", che pure si usano nelle conditional sentences. Potrebbe essere stato John Horne Tooke (1736–1812) ad appurare che if e though in origine erano verbi. If deriva dall'antico sassone gifan, imperativo con il significato di "dare" (in inglese to give), "concedere", "ammettere", "riconoscere", "permettere"; da gifan sono derivati gef, yef, yf. In scots è gin, contrazione di given, "dato", in modo che l'italiano Se x, ... può essere inteso come Dato per buono x..., Data per buona l'esistenza di x... Allo stesso modo, sempre in antico sassone, though è l'imperativo del verbo thafian, con significati analoghi a gifan, mentre although vale come "tutto (all) ciò dato per buono".

## Tipi
L'uso di diversi modi verbali esprime il grado di connessione tra premessa e conseguenza. Ad esempio, in italiano è possibile usare nella protasi il congiuntivo o l'indicativo e nell'apodosi il condizionale o l'indicativo. Protasi e apodosi non sono per forza legate da un rapporto di condizione/conseguenza: esso può consistere in mera coincidenza delle diverse circostanze di tempo o modo. È spesso il punto di vista e l'atteggiamento del parlante, più che una stretta connessione logica che parte da condizioni oggettive, a determinare l'uso di un modo o di un altro.
Il periodo ipotetico viene tradizionalmente distinto in tre tipi, a seconda del grado di probabilità dei fatti indicati: periodo ipotetico della realtà, della possibilità e della irrealtà. Il grado di probabilità non è tanto legato alle proprietà semantiche di tempi o modi utilizzati, che restano sostanzialmente invariate passando da un tipo all'altro: la distinzione tra il secondo e il terzo tipo è basata meramente sull'interpretazione pratica del contesto.
| Tipo                           | Correlazione tra ipotesi e conseguenza | Protasi                | Apodosi                          | Esempi |
| ------------------------------ | -------------------------------------- | ---------------------- | -------------------------------- | --- |
| I. Della realtà                | Molto probabile o reale                | Indicativo             | Indicativo Imperativo            | - Se mi inviti, vengo. - Se non studi, verrai bocciato. - Se c'è il sole, mettiti la crema abbronzante.                                               |
| II. Della possibilità          | Possibile, ma non del tutto sicura     | Congiuntivo imperfetto | Condizionale presente Imperativo | - Se fossi ricco, comprerei un'automobile. - Se me lo facessi sapere, ti sarei molto grata. - Se dovessi trovare il mio cellulare, mettilo in camera. |
| IIIa. Dell'irrealtà (presente) | Irrealizzabile                         | Congiuntivo imperfetto | Condizionale presente            | - Se fossi nei tuoi panni, glielo direi. |
| IIIb. Dell'irrealtà (passato)  | Irrealizzabile                         | Congiuntivo trapassato | Condizionale passato             | - Se fossi stato nei tuoi panni, gliel'avrei detto.                                                                                                   |